# Liste der Naturdenkmale in Meuspath
Die Liste der Naturdenkmale in Meuspath nennt die im Gemeindegebiet von Meuspath ausgewiesenen Naturdenkmale (Stand 14. Februar 2024).

## Naturdenkmäler
| Nr.         | Bezeichnung            | Lage                                            | Beschreibung                    | Bild                                    |
| ----------- | ---------------------- | ----------------------------------------------- | ------------------------------- | --------------------------------------- |
| ND-7131-382 | Quellkuppe Kasselsburg | südlich des Ortes; Distrikt Die Binnesburg Lage | vulkanische tertiäre Quellkuppe | Direkt Bild zu diesem Denkmal hochladen |